# Hertha Hillfon
Hertha Maria Lillemor Hillfon (née Forsberg le 2 juin 1921 dans la paroisse de Säbrå en Ångermanland, et morte le 25 octobre 2013 à Hägersten, Stockholm), est une céramiste et sculpteur suédoise.

## Biographie
Hertha Hillfon était la quatrième dans une fratrie de quatorze enfants. La vie de sa famille a été décrite dans un documentaire tourné par son frère Lars Lennart Forsberg. Elle grandit à Härnösand et déménagea à Stockholm avec toute la famille à l'âge de 12 ans. Elle se forma à l'école de peinture d'Edvin Ollers en 1939, puis à Konstfack à Stockholm entre 1953 et 1957 avec comme professeur de céramique Edgar Böckman. Elle effectua des voyages d'études en France, en Italie et au Japon. En 1958, elle fit ses débuts dans l'association Form i Centrum à Stockholm. 
À l'instar de Anders Bruno Liljefors, Hertha Hillfon est considérée comme innovatrice dans le domaine de la sculpture en céramique en Suède. Sa première exposition eut lieu en 1959 à Gallery Artek à Stockholm et reçut un accueil positif. De nombreuses expositions ont eu lieu par la suite, en Suède et à l'étranger, la dernière en date à Prins Eugens Waldemarsudde en 2008. 
Elle reçut plusieurs prix, entre autres, Lunningpriset (The Lunning Prize) en 1962. En 1971, elle fut élue membre de l'Académie royale des arts de Suède. On trouve ces œuvres d'art au Moderna Museet à Stockholm (Suède), Kyoto Museum (Japon), Nordenfjeldske Kunstindustrimuseum à Trondheim (Norvège), Graz Museum (Autriche) et Röhsska Museet à Göteborg (Suède). 
Hertha Hillfon reçut le titre de professeur en 1993. Elle était mariée à l'artiste et designer Gösta Hillfon avec qui elle eut deux enfants, Curt et Maria. Elle vivait et travaillait dans une maison avec atelier à Mälarhöjden, Stockholm. 

## Hertha Hillfon c/o Skeppsholmen
L'association des Amis d'Hertha Hillfon, fondée au printemps de 2014, a créé un lieu de culture dédiée à l'artiste. Hertha Hillfon c/o Skeppsholmen ouvrira en mars 2017 sur l'île de Skeppsholmen à Stockholm. 

## Choix d'œuvres publiques
- à Elite Park Aveny Hotel à Göteborg
- à l' hôtel Scandic Portalen à Jönköping (vers 1960)
- à Garnisonen, sur Karlavägen, à Stockholm
- Frida sur un lapin (1978), bronze, Hinderstorpsgränd/Västerby, à Rinkeby, Stockholm
- Vindens dotter (1979), dans le foyer supérieur de Berwaldhallen à Stockholm
- Musa (1983), dans la bibliothèque de Sölvesborg
- Un hommage à Dag Wirén (vers 1987), dans la salle de concert d'Örebro
- sculptures et bas-reliefs de la station de métro de Danderyds sjukhus, Stockholm
- Astrid Lindgren (1996), en bronze, à l'extérieur de Junibacken sur Djurgården à Stockholm
- Astrid Lindgren (1996), en bronze, à l'extérieur de l'hôpital pédiatrique Astrid Lindgren à Solna
- Astrid Lindgren (1996), buste en bronze, à Filmstaden Råsunda, Stockholms
- Masques (1998), Jarlaberg à Nacka
- Le Batteur (1995), en bronze, sur Hötorget à Stockholm
- Colombe (1999), en bronze, sur Kungsholmen à Stockholm
- prix de théâtre Guldmasken (vers 1987)

## La galerie de photos

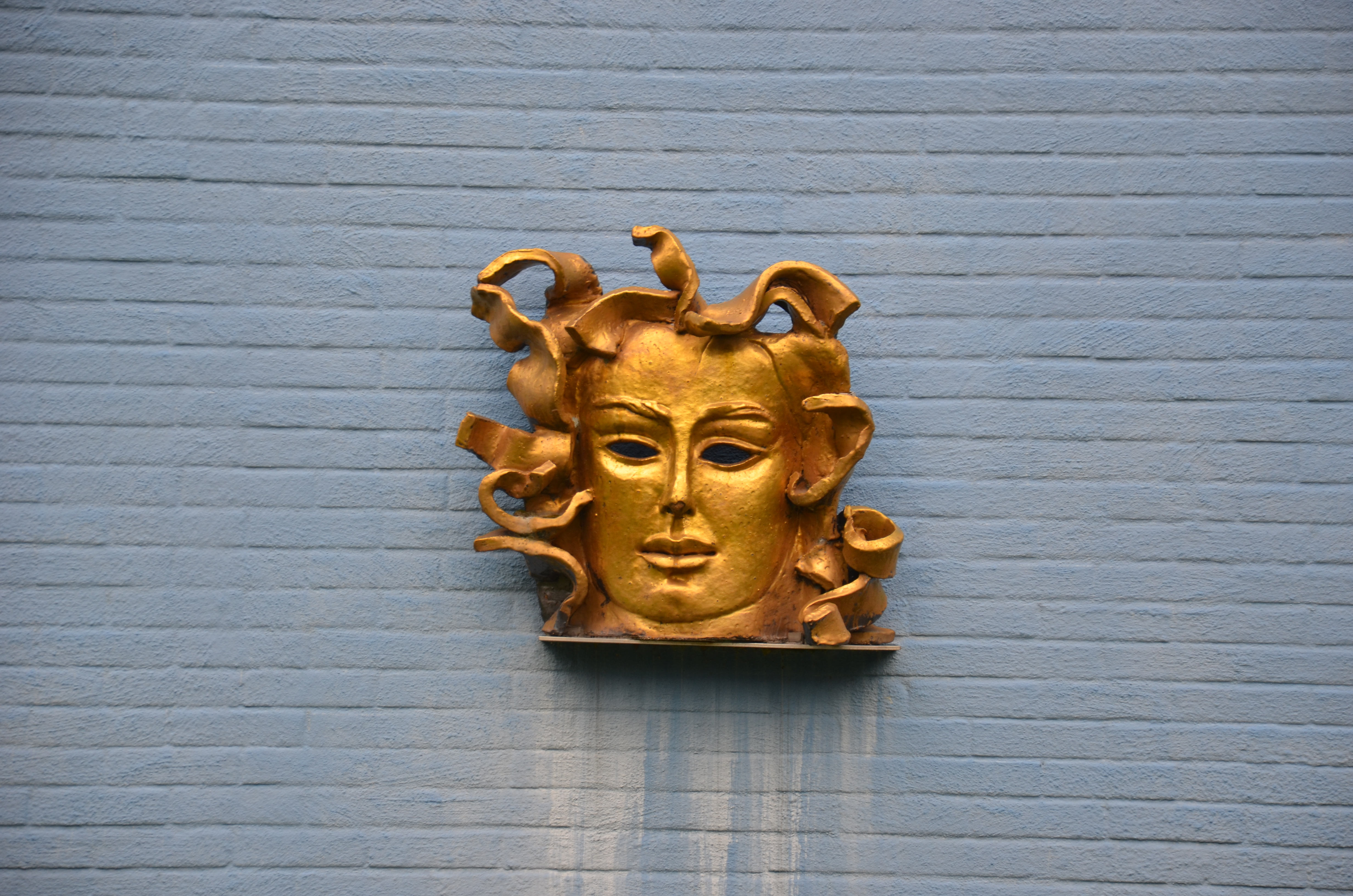
Solgudinnan en céramique à Polstjärnan, Hällefors
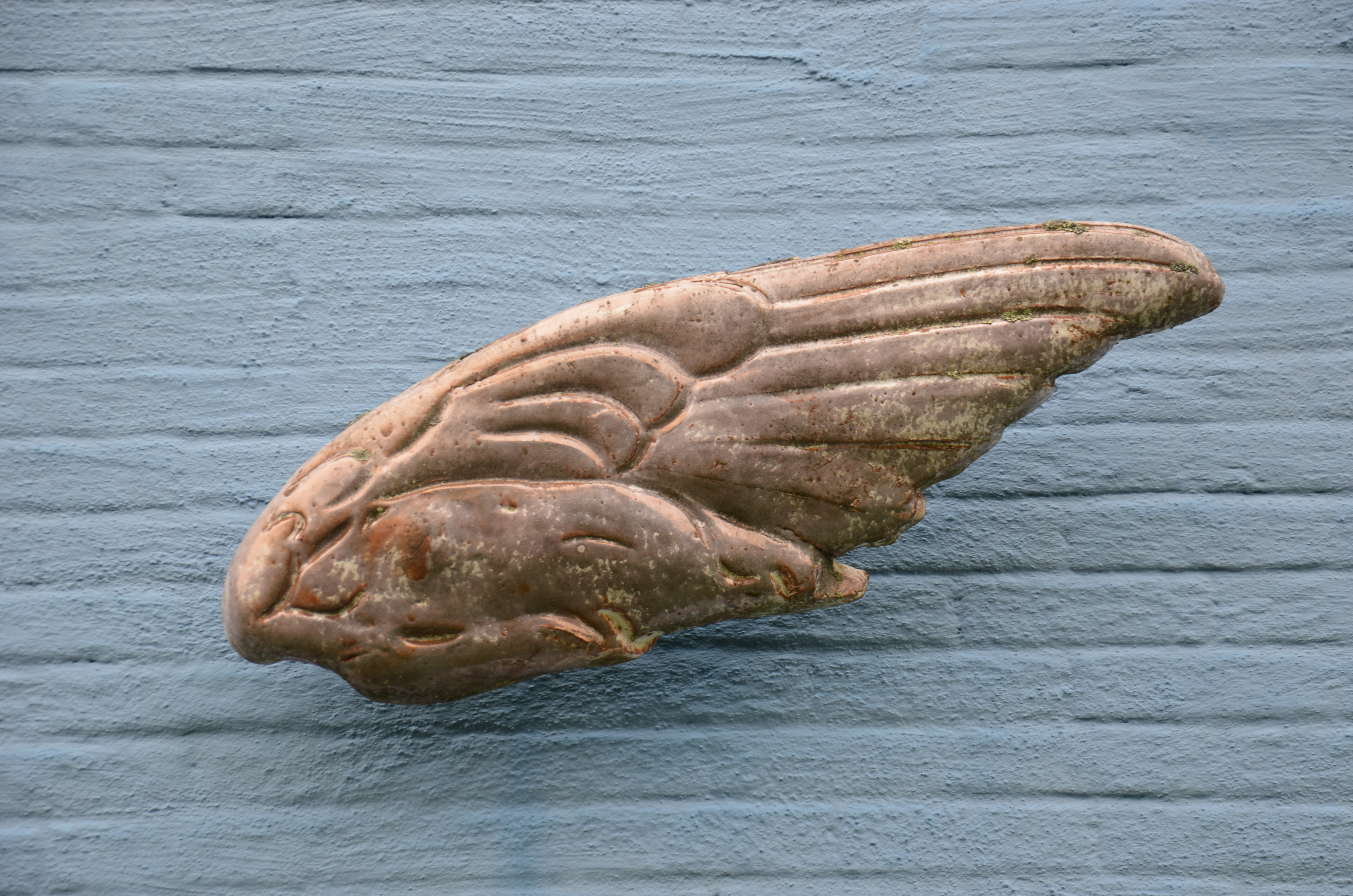
L'Aile d'Icare, en céramique, à Polstjärnan, Hällefors
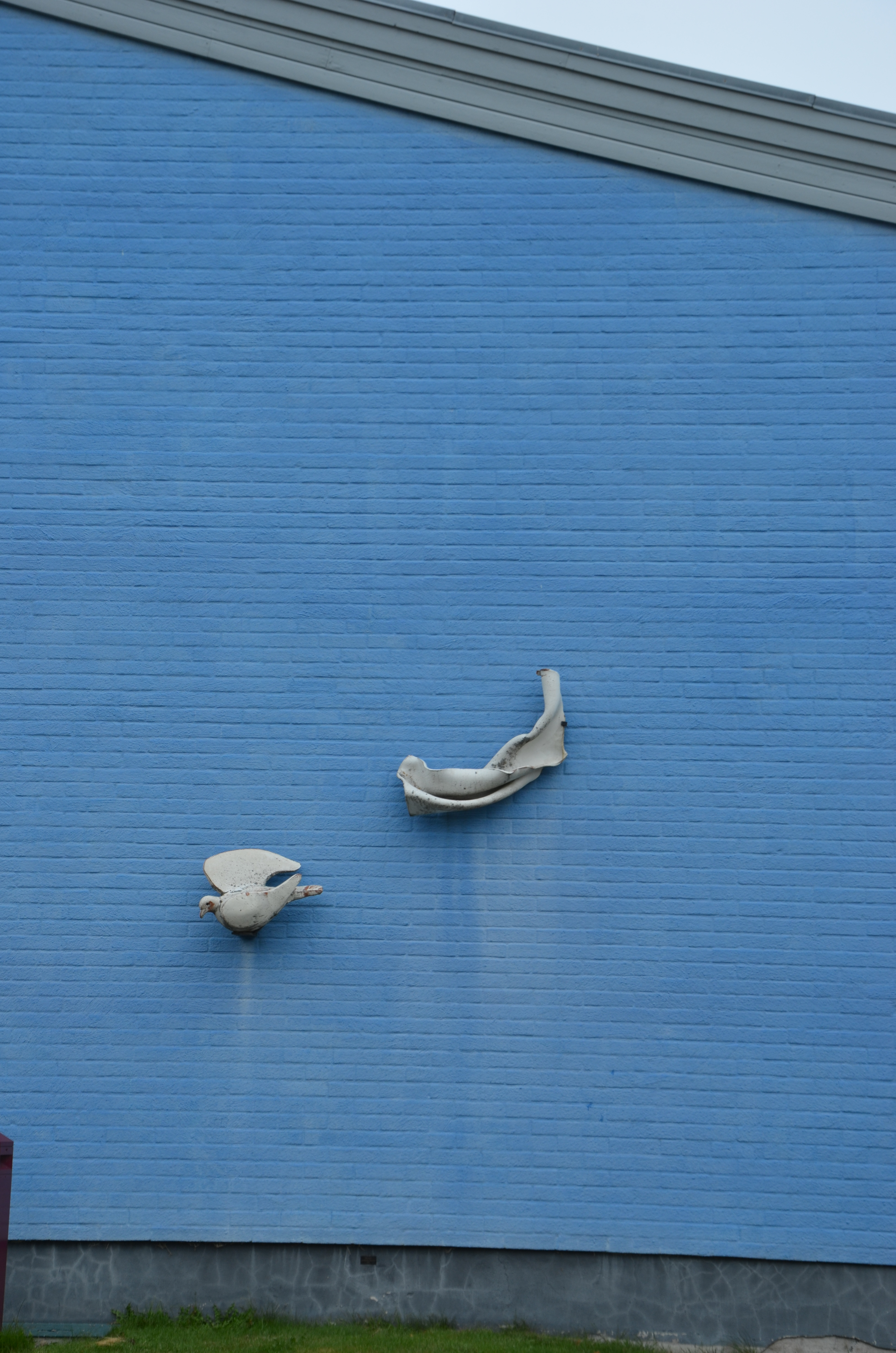
Colombe, à Polstjärnan, Hällefors
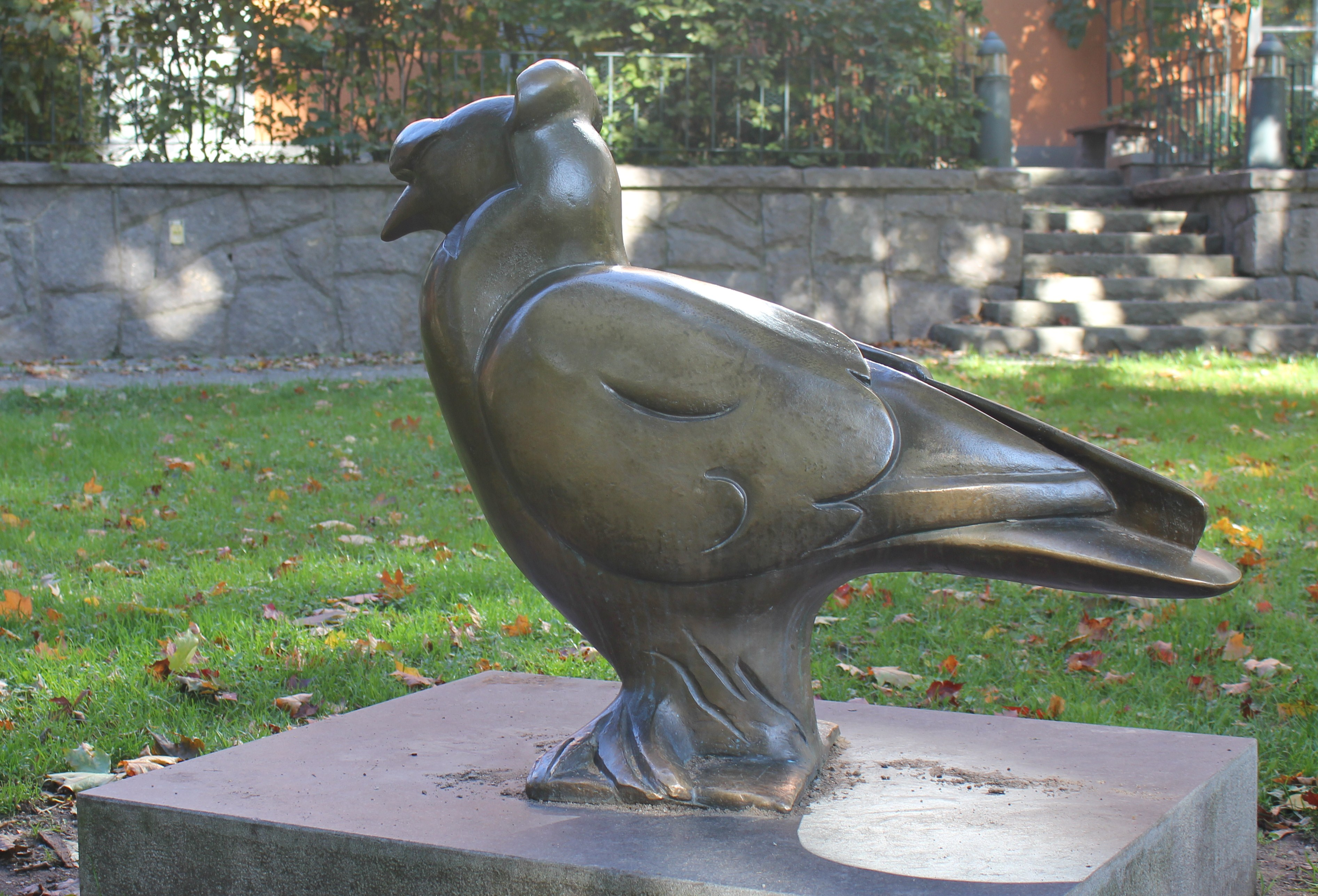
Colombe, en bronze, à Kungsholmen, Stockholm
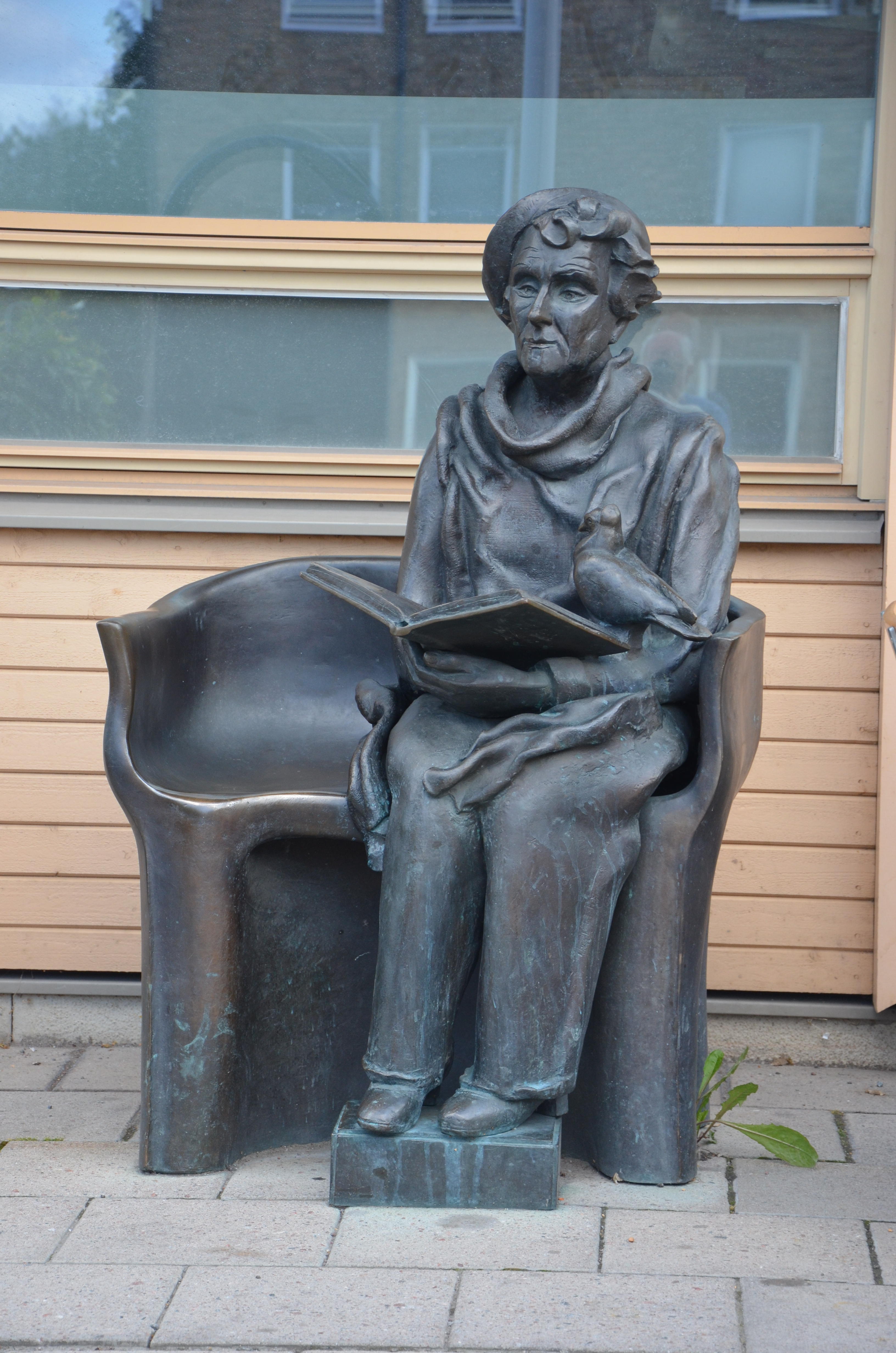
Astrid Lindgren, statue en bronze, à l'extérieur de l'hôpital pédiatrique Astrid Lindgren à Solna
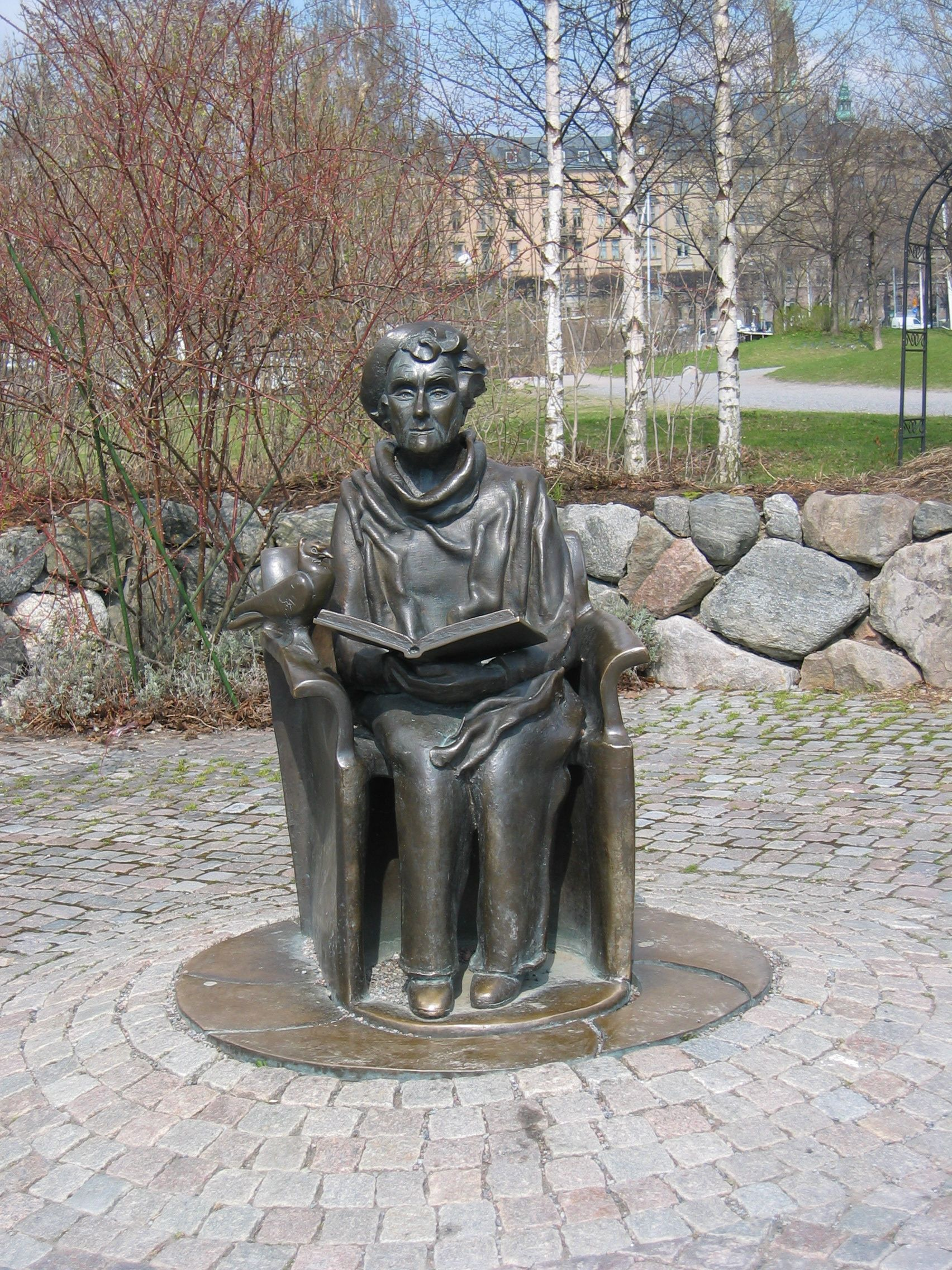
Astrid Lindgren, statue en bronze, à l'extérieur de Junibacken sur l'île de Djurgården, à Stockholm
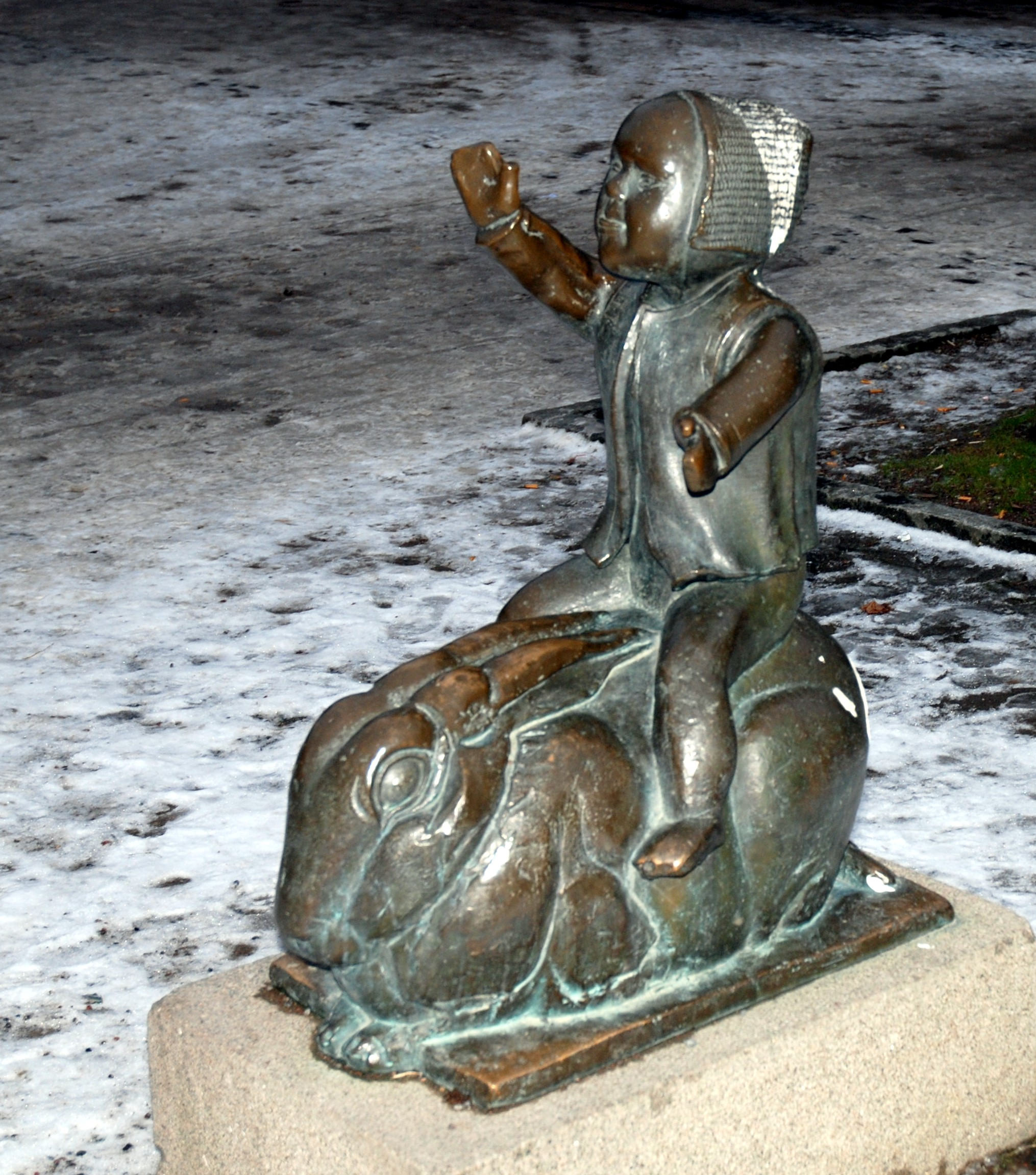
Frida sur un lapin, en bronze, à Rinkeby, Stockholm
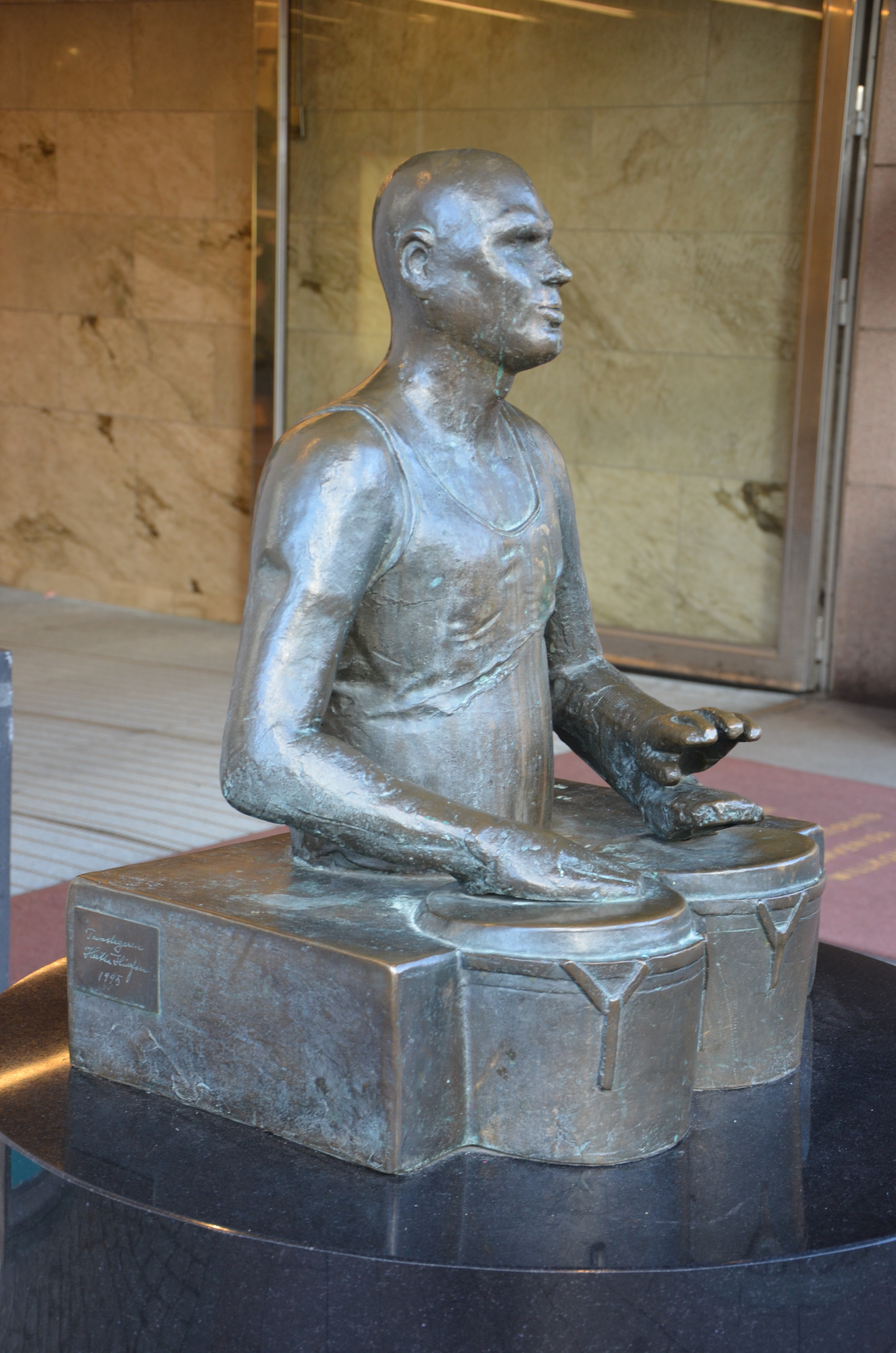
Le Batteur, en bronze, à l'extérieur de PUB à Stockholm

## Sources